# معرقل دفاعي
لاعب المُناورة الدفاعية أو المعرقل الدفاعي بالإنجليزية A defensive tackle، هو مركز في كرة القدم الأمريكية، يصطف عادة على خط الاشتباك مقابل أحد حراس الكرة عادة ما يلعب في هذا المركز اللاعبون ذوو البنية الجسمانية الجيدة، مثل المصارعين